# Jan Adam Nijholt
Ir. Jan (Adam) Nijholt (Almelo, 23 mei 1903 — Den Haag, 27 september 1984) was een Nederlandse scheikundige die jarenlang werkzaam was in Buitenzorg (het huidige Bogor) en na zijn pensioen voor de FAO gewerkt heeft. In Nederland was hij betrokken bij de oprichting van het COC. Hij was principieel vegetariër en pacifist, en homoseksueel.

## Jeugd & studie
Jan (Adam) Nijholt werd geboren in Almelo in 1903 als zoon van een meubelmaker. Hij had nog één broer (Jacob) en één zus (Sophia). Ze groeiden op in een Nederlands-Hervormd gezin met voor die tijd vrij linkse normen als “zorg voor armen” en “deel je rijkdom”. Het verhaal gaat dat hij in zijn studententijd bij zijn vader aanklopte voor een nieuw bed, waarvan er genoeg in de winkel stonden, omdat hij zijn eigen bed had weggegeven.
Jan Nijholt studeerde scheikunde in Delft, waar hij zich ook verdiepte in geweldloosheid, pacifisme, communisme, socialisme en in het humanisme, de theosofie en de islam. Deze thema’s bleven de rest van zijn leven een grote rol spelen; zijn leven lang is hij blijven onderzoeken en praktiseren hoe je rechtvaardig en consequent kunt leven, maar niet als lid van de (Hervormde) kerk. Jan Nijholt was actief in diverse organisaties, waaronder de Arbeiders Jeugd Centrale (AJC), Broederschaps-Federatie, IAMV, Interacademiale Geheelonthoudersbond, Kamp “Eerde” en het Woodcraft Genootschap.

## Werken in Nederlands-Indië
Na zijn studie, in 1928, vertrok hij naar Nederlands-Indië. Na een korte periode op Sumatra werkte hij jarenlang als scheikundig ingenieur op het Scheikundig Laboratorium van 's Lands Plantentuin te Buitenzorg, waar hij – principieel vegetariër – zich bezighield met wetenschappelijk onderzoek gericht op duurzame (eiwit- en vitaminerijke) plantaardige voedselproductie in Nederlands-Indië. Hij maakte studiereizen naar Japan, de Verenigde Staten, Denemarken, Schotland en Zweden, waarbij met name de spectrografie zijn belangstelling had.
In Nederlands-Indië kwam hij in aanraking met de onafhankelijkheidsbeweging, die hij als een van de weinige Nederlanders steunde. Zowel tijdens de Japanse bezetting in de Tweede Wereldoorlog als in de jaren na de onafhankelijkheidsverklaring bleef hij aan het werk in Bogor. Waarschijnlijk was hij door de Japanners geïnterneerd in een kamp in de buurt van zijn werkplek.

## Reizen en familieleven
Wanneer Jan Nijholt in Nederland was, verbleef hij bij voorkeur bij familie of in een buitenhuisje in het recreatiepark "Het Grote Bos" in Driebergen. Zijn eigen flat had hij uitgeleend aan Indonesische studenten, die hij op zijn kosten naar Nederland stuurde om te kunnen studeren. In Europa zat hij echter evenmin stil; hij reisde in de jaren vijftig en zestig, dus midden in de Koude Oorlog, door Oost-Duitsland, Tsjecho-Slowakije, andere Oost-Europese landen, Zwitserland en Frankrijk met onder andere zijn jonge neven Cor, Kees of Maarten Keijzer.
Jan Nijholt wist al jong dat hij homoseksueel was. Hij was actief vanaf de beginjaren van het COC en steunde – getuige zijn correspondentie – jongeren die met hun coming-out worstelden. Hij had geen nakomelingen en over een vaste levenspartner is niets bekend. Wel onderhield hij een uitgebreid sociaal netwerk, waaronder betrokkenheid bij diverse actiegroepen en verenigingen en jarenlange correspondentie met onder anderen schrijver Jef Last, met wie hij diverse reizen maakte. Met Jef Last reisde hij onder andere eind jaren dertig naar de Sovjet Unie en naar Spanje in de laatste jaren onder Franco.

## Pensioen en overlijden
In 1956 ging hij met pensioen en verhuisde hij min of meer permanent naar Nederland; hij woonde afwisselend in zijn flat in Den Haag en zijn recreatiewoning in Het Grote Bos. Hij zat echter niet stil; in de jaren zestig adviseerde hij de FAO over duurzame eiwitproductie, onder andere voor Ceylon en voor verschillende Afrikaanse landen. Als adviseur was hij tot zijn vreugde nog veel op reis in de tropen.
Hij verbleef bij voorkeur in zijn recreatiewoning in Het Grote Bos, totdat daar moeilijkheden gemaakt werden over zijn (te) langdurig verblijf. De laatste jaren van zijn leven overwinterde hij meestal op Bali. Op 27 september 1984 werd hij in Den Haag doodgereden toen hij met vliegtickets voor Bali in zijn zak de straat overstak.
De studenten die bij zijn overlijden in de flat woonden, zijn daar gebleven tot hun studie was afgerond. Tot verrassing van de familie stonden zij erop dat hun beschermheer islamitisch begraven moest worden. Het was wel bekend bij de familie dat hij zeer ruimdenkend was ten aanzien van alle mogelijke vormen van geloof en levensbeschouwing. Zijn moslimschap dankte hij aan een bezoek aan de beroemde al-Azharmoskee in Caïro, die hij alleen mocht betreden als hij eerst hardop zei dat er maar één god was en Mohammed diens profeet. Aldus geschiedde; een schriftelijk bewijs hiervan is teruggevonden in zijn archief. Of hij overtuigd moslim was, is moeilijk te zeggen. Tot zijn laatste jaren bleef hij zeer ruimdenkend en tevens geïnteresseerd in (christelijke) theologie, zoals de interreligieuze discussies in de Phoenix Bijbelpockets over de psalmen.
Jan Adam Nijholt is inderdaad islamitisch begraven in Den Haag. Hij deelt zijn graf met enkele hem onbekende personen, onder wie een kindje zonder voornaam (Begraafplaats Kerkhoflaan, grafnummer B/V18/2/-.

## Archief
Veel van Jan Nijholts correspondentie is na zijn overlijden bewaard gebleven bij familieleden. In 2015 is zijn volledige archief gedoneerd aan het Internationaal Instituut voor Sociale Geschiedenis (IISG), alwaar het openbaar toegankelijk is.